# Oschersleben (Bode)
Oschersleben (Bode) is een stad in de Duitse deelstaat Saksen-Anhalt, gelegen in de Landkreis Börde. De gemeente telt 19.396 inwoners.
De stad heeft ook een racecircuit Motorsport Arena Oschersleben.

## Indeling gemeente
De gemeente bestaat uit de volgende Ortsteile:
| - Alikendorf - Altbrandsleben - Ampfurth - Andersleben - Beckendorf-Neindorf - Emmeringen - Groß Germersleben - Günthersdorf - Hordorf - Hadmersleben | - Hornhausen - Jakobsberg - Kleinalsleben - Klein Oschersleben - Neubrandsleben - Peseckendorf - Schermcke |

## Inwoner aantal
- 1723 - 1.068
- 1740 - 1.780
- 1785 - 2.243
- 1791 - 2.340
- 1800 - 2.861
- 1814 - 2.702
- 1820 - 3.002
- 1831 - 3.257
- 1840 - 3.614
- 1852 - 5.537
- 1861 - 6.704
- 1875 - 7.831
- 1880 - 8.873
- 1890 - 10.682
- 1900 - 13.405
- 1920 - 12.347
- 1930 - 13.750
- 1939 - 17.817
- 1946 - 21.011 (29. Okt)
- 1950 - 21.048 (31. Aug)
- 1960 - 19.126
- 1981 - 17.160
- 1984 - 17.229
- 1995 - 19.575
- 2000 - 18.828
- 2005 - 17.723
- 2006 - 17.394
- 2007 - 19.833
- 2008 - 19.452
- 2009 - 19.393

Altenhausen ·
Am Großen Bruch ·
Angern ·
Ausleben ·
Barleben ·
Beendorf ·
Bülstringen ·
Burgstall ·
Calvörde ·
Colbitz ·
Eilsleben ·
Erxleben ·
Flechtingen ·
Gröningen ·
Haldensleben ·
Harbke ·
Hohe Börde ·
Hötensleben ·
Ingersleben ·
Kroppenstedt ·
Loitsche-Heinrichsberg ·
Niedere Börde ·
Oebisfelde-Weferlingen ·
Oschersleben (Bode) ·
Rogätz ·
Sommersdorf ·
Sülzetal ·
Ummendorf ·
Völpke ·
Wanzleben-Börde ·
Wefensleben ·
Westheide ·
Wolmirstedt ·
Zielitz